# Olena Demyanenko
Olena Demyanenko (ucraïnès: Оле́на Ві́кторівна Дем'я́ненко)  (Lviv, 8 de maig de 1966) és una directora de cinema, productora de cinema i guionista ucraïnesa. És membre de la Unió Nacional de Cinematògrafs d'Ucraïna, de l'Acadèmia de Cinema d'Ucraïna (des del 2017) i de l'Acadèmia de Cinema Europeu (des del 2018).
Va néixer el 8 de maig de 1966 a Lviv. El 1990 es va graduar a la Universitat Nacional de Teatre, Cinema i TV a Kíev.

## Filmografia[4]
Una selecció de pel·lícules que ha dirigit:
- F 63.9 Bolezn Iyubvi (2013).[5]
- Mayakovskiy, Dva Dnya (minisèrie de televisió de 8 parts) (2013).[6]
- Moya babusya Fani Kaplan (2016)[7] també productora i guionista.
- Hutsulka Ksenya (2019)[8] també productora i guionista.

## Premis i nominacions
- 2020 - Nominada als Premis de l'Acadèmia de Cinema d'Ucraïna (Millor guió) per Hutsuilka Ksenya,[4] que va resultar guanyadora a la millor pel·lícula.
- 2014 - Nominada al Concurs nacional del Festival Internacional de Cinema d'Odesa per F 63.9 Bolezn Iyubvi[4]
- 2016 - Nominada al Concurs nacional del Festival Internacional de Cinema d'Odesa per Moya babusya Fani Kaplan.
- 2017 - Nominada als Premis de l'Acadèmia de Cinema d'Ucraïna (Millor pel·lícula, Millor director) per Moya babusya Fani Kaplan.
- 2021 - Nominada als Premis de la Crítica de Cinema d'Ucraïna, amb Dmitriy Tomashpolskiy, el 2021 (Millor Pel·lícula) per Storonnly (2019).[9]